# Stanisław Sobieszczański
Stanisław Sobieszczański (ur. 29 listopada 1897 w Szepetówce, zm. 4 grudnia 1924 w Korcu) – porucznik Wojska Polskiego, uczestnik wojny polsko-bolszewickiej, kawaler Orderu Virtuti Militari.

## Życiorys
Urodził się 29 listopada 1897 w rodzinie Zygmunta i Emeryki z d. Stroińska. Absolwent gimnazjum w Kijowie. W 1919 ukończył Szkołę Podchorążych w Ostrowi Mazowieckiej. Dowódca 4 kompanii w 81 pułku strzelców, z którym brał udział w wojnie polsko-bolszewickiej.
Szczególnie zasłużył się w walce „zdobyciem nocnym atakiem wsi Kraszew pod Radzyminem (16 VIII 1920)”. Za tę postawę został odznaczony Orderem Virtuti Militari.
Ciężko ranny w bitwie o Nową Wolę koło Grodna 6 września 1920, w następstwie trwałego inwalidztwa został przeniesiony w stan spoczynku. Zmarł w wyniku powikłań po ranach w Korcu na Wołyniu i tam też został pochowany.

## Życie prywatne
Był kawalerem.

## Ordery i odznaczenia
- Krzyż Srebrny Orderu Wojskowego Virtuti Militari nr 2198[1][4] – 15 marca 1921[5]
- Krzyż Walecznych czterokrotnie[3]